# A Bakugan szörny bunyósok szereplőinek listája
Ez a cikk a Bakugan szörny bunyósok című anime szereplőit sorolja fel.

## Bakugan Szörny Bunyósok(1. évad)

### Állandó bunyósok
Daniel "Dan" Kuso (a japán változatban: (空操 弾馬 （ダン）; Hepburn: Kūsō Danma (Dan))
- Kora: 12 év (1. évad), 15 év (2. évad), 16 év (3. évad), valamint 17-18 év (4. évad)
- Szinkronhangja: Kobajasi Jú  (japán), Scott McCord (angol), Moser Károly (magyar)
- Leírás: a sorozat főszereplője mind a 4 évadban, a Bakugan Szörny Bunyósok vezére. Már az első évadban a toplista vezetője lesz, és a legügyesebb harcos marad mindvégig. Első megjelenésekor egy teljesen általános, népszerű iskolás fiú – nagyszájú, önző és elbizakodott, verhetetlen bakugan bunyós. Egy napon véletlenül rábukkan Dragora, a bakugan dragonoidra, aki segítségért sietett a Földre, ugyanis otthona, Vestroia a pusztulás szélén áll. Kezdetben a két, végletekig ellentétes személyiségű egyén keservesen bosszantja egymást – ám Dannek szüksége van Dragora, hogy továbbra is a legjobb bunyós hírében állhasson, Dragonak pedig Danre, hogy meggyőzze, segítsen megmenteni a hazáját. Szerencsére az önelégült fiú nincs híján a segítőkészségnek, és bunyós barátaival összefogva a bakugan faj megmentésére sietnek, és felveszik a harcot a főgonosz bunyós, Álarcos ellen. Dragoval legyőzhetetlen párost alkotnak, és mindvégig elválaszthatatlan barátok maradnak. Az első évadbeli tevékenysége miatt igazi legendává válik – már az évad végére – mind a Földön, Vestroián, később pedig már a Vestalon (2. évad), valamint a Neathián és a Gundalián is (3-4. évad). A 2. évadban Shunnal és Maruchoval együtt csatlakozik a Vestal elleni Bakugan Ellenállás csapatához, hogy felszabadítsák a vestáliak által leigázott bakugan szörnyeket és otthonukat, Új Vestroiát. E küldetése végül egész világok megmentésébe torkollik. Itt új barátokra lelnek, akik később, a 4. évadban újra a fiúk segítségére sietnek, és szövetségeseik lesznek. Marucho időközben megtervezi és megépíti a Bakugan Interspace-t, melynek biztonságos keretei között a Földön bárki versenyszerűen szörnybunyózhat.Természetesen Dan nem talál legyőzőre, és mindvégig a toplista csúcsán marad, a 3-4. évadra kész szupersztárrá nőve ki magát. A 3. évadban a leigázott Neathiát indul barátaival felszabadítani a gundaliai megszállók alól – itt előléptetik Neatheai Kastélylovaggá. Feladatuk megakadályozni, hogy a Szent Ereklye[2] rossz kezekbe kerülhessen. E vállalkozása kis híján végzetesnek bizonyul, ugyanis még a későbbi évadban is kísérti őt és Dragot. Mint a 4. évadban kiderül, a Szent Ereklyén keresztül ő és Drago mentálisan összeköttetésbe kerülnek egy Mag Mel nevű főgonosszal és annak bakuganjával, Razenoiddal. A tőlük áradó rémképek és káoszenergia kis híján szétszakítják Dan barátságát Shunnal és Maruchoval. Ám a fiúk nem hagyják cserben sem őt, sem Dragot, és amikor az igazi harcra kerül a sor, a három jóbarát összefog, és együttes erővel szállnak szembe a gonosszal.
- Személyisége: abszolút önfejű, és ez az idő múlásával sem változik sokat, ritkán hallgat másokra. Önbizalomnak sincs híján, forrófejű, heves természet, mindig harcra kész, de gyakorta meggondolatlan. Dragoval való barátsága sokat változtat rajta, segítőkészebb valamint megfontoltabb stratéga lesz – már az 1. évad végére. Később már bármire hajlandó, hogy védje Dragot – és fordítva is. Kora előrehaladtával már józanabbá, higgadtabbá és érettebbé válik, kötelességtudatát helyezve minden elé. Ám mindvégig a legindulatosabb tagja marad a Bunyósok csapatának.
- Bakuganja: Drago – pyros elemű dragonoid. Drago továbbfejlődött formái: Delta Dragonoid, Tökéletes Dragonoid, Végtelen Dragonoid.

Shun Kazami (a japán változatban: (風見 駿 （シュン）; Hepburn: Kazami Shun (Shun))
- Kora: 13 év (1. évad), 16 év (2. évad), 17 év (3. évad), valamint 18-19 év (4. évad)
- Szinkronhangja: Szuzuki Csihiro  (japán), Zachary Bennett (angol), Baráth István (magyar)
- Leírás: a sorozat második főszereplője, Dan legjobb barátja gyerekkoruk óta. Gazdag, jómódú családból származik, nagyapja kitűnő ninjává képezte. Dannel ketten alkotják meg globálisan a bakugan bunyó szabályait, miután a dimenziókapu megnyílásával portállapok és bakugan szörnyek kerültek a Földre Vestroiából. Eleinte a Bakugan Bunyósok Weblapján a toplista élén áll, verhetetlen harcos – míg egy családi tragédia miatt fel nem hagy a bunyózással.Magába fordul, és nem harcol addig, míg Runo és Marucho érte nem mennek és Dan meg nem győzi, hogy csatlakozzon a Bunyósok csapatához. Minden évadban Dan mellett harcol, vele egyetemben ő is legendás hőssé válik. A 2. évadban bakuganja, Skyress megmentésére indul Új Vestroiára, miután megtudja, hogy a vestáliak rabigába hajtották a szörnyeket. Így kerül össze hamar a Bakugan Ellenállással, melynek akkorra Dan és Marucho már tagja. Ninja képességei ekkor is nagy segítségére vannak a csapatnak, és így lesz ez a további évadokban is. A 3. évad elején ő az egyetlen, akit az elején nem téveszt meg Ren, a gundaliai beszivárgó ügynök a Bakugan Interspace-ben, hanem hallgat a neathiáról érkező szépséges Fabia hercegnőre, és meggyőzi barátait, hogy a Neathia mellett kell harcolniuk. A 4. évadban ő lesz ideiglenes a csapat vezére és az Interspace első számú bunyósa, amíg Dan távol van Új Vestroián.
- Személyisége: a leghiggadtabb és legmegfontoltabb tagja a Bunyósoknak, és mindnyájuk közül a legérettebb. Rendkívül hallgatag és szűkszavú az 1. évadban, magának való, "magányos farkas" típus. Mindez változik később, de végig csendesebb marad a többieknél. Mindig hallgat az ösztöneire, megérzései, amik soha nem hagyják cserben – így gyakran leplez le csapdákat, vagy megérzi a bajt (1/50. rész; 2/37. rész). Rendkívül koncentrálva és megtervezve harcol, kiváló stratéga. Kitartó és erős harcos, felelősségteljes és kötelességtudatos jellem – a meghátrálás szó nem szerepel a szótárában.
- Bakuganja: Skyress – tovább fejlődött formája: Vihar Skyress (1. évad) – édesanyjától kapja, és talán ő is áll a legközelebb a szívéhez. Továbbiak: Ingram (2. évad), Hawktor (3. évad), Taylean, Jaakor és Skytrus (4. évad) – mind ventus (szél) elemű bakugan szörnyek.

(+ Fun Fact: ő a sorozat legnépszerűbb és magasan a legközkedveltebb tagja minden fórumon, ahol rajongók szavazhatnak kedvenc szereplőjük felől.)
Choji "Marucho" Marukura (a japán változatban: (丸蔵 兆治 （マルチョ）; Hepburn: Marukura Chōji (Marucho))
- Kora: 10 év (1. évad), 13 év (2. évad), 14 év (3. évad), valamint 15-16 év (4. évad)
- Szinkronhangja: Hirohasi Rjó  (japán), Cameron Ansell majd Joanne Vannicola (angol), Baradlay Viktor (magyar)
- Leírás: többnyire afféle "másodhegedűs" a másik két fiú mellett, noha ugyanannyit szerepel. Bunyósképességei messze alulmaradnak Shunhoz és Danhez képest, ám ha számítástechnikáról van szó, nem akad párja – úgymond ő a "csapat esze". Gazdag, vagyonos szülők gyermeke; magángépük teszi lehetővé, hogy a Bunyósok bármikor és bárhová utazhassanak. Informatikailag a csapat legképzettebb tagja, egy élő lexikon. Megtervezi és megépíti a Bakugan Interspace-t, egy virtuális valóság-centrumot, melynek arénáiba a Bunyósok nyugodtan gyakorolhatnak anélkül, hogy veszélyeztetnék a való világot. Később már nem csak ők használják, de nemzetközi szinten minden bunyós versenyszerűen küzdhet az arénákban. A 4. évadban az Interspace már olyan népszerű hely lesz, hogy Marucho minden energiáját és idejét leköti. Édesapja látva rátermettségét próbálja már inkább az üzleti élet felé terelgetni a fiút, de rövid vívódás után Marucho dönt, és továbbra is barátaival tart és mindvégig szörnybunyós marad.
- Személyisége: nagy elvárások közepette nőtt fel, így szülei felé való erős megfelelési kényszerét csak később győzi le (még az 1. évadban). Ettől kezdve jóval magabiztosabb harcos lesz, ám mindvégig a legkedvesebb és -szerényebb egyén a fiúk közül. Mindig ugrásra kész, ha valaki segítségre szorul – önzetlen, józan, figyelmes természet. Ahogy nő a felelősség rajta kora előrehaladtával és az Interspace népszerűségével, egyre érettebb, határozottabb, és felelősségtudatosabb lesz – a 4. évadban már olykor igen keményen viselkedik, és viszonyul a többiek felé – korábbi viselkedéséhez képest. Ám mindvégig megmarad alázatos és szerény típusnak.
- Bakuganja: Preyas (1-2. évad), Preyas Angelo/Diablo (1. évad), Elfin (2. évad), Akwimos (3. évad), Trister és Radizen (4. évad) – mind aquos (víz) elemű szörnyek, illetve Roxton (4. évad), aki subterra, azaz föld elemű bakugan.

### Szörnybunyósok
Runo Misaki (a japán változatban: (美咲 琉乃 （ルノ）; Hepburn: Misaki Runo (Runo))
- Kora: 12 év (1. évad), 15 év (2. évad), 18 év (4. évad)
- Szinkronhangja: Szendai Eri  (japán), Julie Lemieux (angol), Talmács Márta (magyar)
- Leírás: egyike a Bunyósok hat tagjának, Dan szerelmi érdeklődésének tárgya. Szülei éttermében dolgozik felszolgálóként, ahol gyakran töltenek együtt időt a Bunyósok. Hatodik a Bakugan Bunyósok toplistáján. Ennek ellenére nagyon ritkán készít harci stratégiát, ami sokszor a veresége oka – ellenkező esetben azonban ellenfelei komoly bajban vannak. Ő próbálja talán leginkább összefogni a csapatot az első évadban. Az évad végén randevúra megy Dannel, és noha a Bunyósok később végig úgy hiszik, egy párt alkotnak, ezt ők végül soha nem mondják ki. Ennek ellenére mégis a fiú Runo telefonháttérképe, és miután Dan a 2. évadban köszönés nélkül kell, hogy elváljék Runotól és Új Vestroiába menjen, Ruho nem bírja sokáig nélküle, és utána indul. Amikor Spectra Phantom elfogja a lányt, Dan kétségbeesésében minden büszkeségét sutba veti, hogy a Vexos-vezér elengedje Runot. És noha a 2. évadban igen csak megfogyatkozik a lány szerepe az 1. évadbeli főszerepéhez képest, a 4. évadban újra nagy segítsége lesz a csapatnak, ekkor már nem bunyósként, hanem informatikusként.
- Személyisége: korához képest nagyon érett, összeszedett, erős személyiség. Hajlandó kiállni bárkivel, aki gyenge játékosnak tartja csupán amiatt, mert lány. Eleinte végletesen indulatos tud lenni, talán a legmakacsabb női főszereplője a sorozatnak – de minden hibája ellenére abszolút törődést mutat bárki, főleg a barátai iránt. Mindig a maximumot nyújtja, soha nem restell segíteni; kedves, aranyos, nagyon határozott természet – és az idő múlásával teljesen éretté személyiséggé válik (4. évad).
- Bakuganja: Tigrerra, haos (fény) elemű szörny. Továbbfejlődött formája: Penge Tigrerra.

Alice Gehabich (a japán változatban: (アリス・ゲーハビッチ; Hepburn: Arisu Gēhabitchi)
- Kora: 14 év (1. évad), 17 év (2. évad)
- Szinkronhangja: Noto Mamiko  (japán), Emilie-Claire Barlow (angol), Bogdányi Titanilla (magyar)
- Leírása: egyike a Bunyósok hat tagjának. Igazi természetes szépség, gyakran vonzza a fiúk tekintetét, figyelmét, szolid szerénysége ellenére. Moszkvában él tudós nagyapjával, Dr. Michaellel. Noha ő nem bakuganozik, de elméletben rendkívül képzett stratéga, a tanácsai nagy hasznára válnak a Bunyósoknak. Az 1. évad végére – hála Klaus von Hertzonnak – mégis elszánja magát, és csatlakozik a harcban a barátaihoz. Ez sokat lendít az önértékelésén, és a 2. évadban már egy abszolút határozott bunyósként áll ki a vestáli Shadow Prove, az őrült Vexos-tag ellen. Jószíve és segítőkészsége mit sem csorbul, és amikor a csakugyan Vexos-tag vestáli Lync Volan egy időre a Földön ragad, Alice maguknál szállásolja el a hálátlan fiút, hetekre, annak ellenére, hogy az a Bunyósok ellensége. Lync ezidő alatt bele is szeret a lányba, és az évad végén visszatér, hogy figyelmeztesse őt és a Bunyósokat arról, hogy a gonosz vestáli uralkodó, Zenoheld király a Föld elpusztítására készül.
- Személyisége: rendkívül kedves, udvarias, és finom természet. Shunnal együtt a legérettebb tagjai a Bunyósoknak. Nagyon szerény és segítőkész, esetenként túlságosan is megbízik az emberekben. Az 1. évadban önbizalomhiánya és a vesztéstől való félelme miatt nem mer játszani, és ettől gyakorta érzi magát feleslegesnek a csapatban – alaptalanul. Irtózik az erőszaktól. A 2. évadban abszolút megingathatatlan, bátor, határozott jellem, ugyanakkor még mindig nagyon kedves és néha túl jóhiszemű.
- Bakuganja: Alpha Hyranoid – darkus (sötétség) elemű szörny.

Julie Makimoto (a japán változatban: Julie Heyward (ジュリィ・ヘイワード; Hepburn: Jurī Heiwādo)
- Kora: 12 év (1. évad), 15 év (2. évad), 16 év (3. évad) 18 év (4. évad)
- Szinkronhangja: Mizuno Risza  (japán), Katie Griffin (angol), Dögei Éva (magyar)
- Leírás: egyike a Bunyósok hat tagjának, igazi "rózsaszín, csajos" lány. Dan legnagyobb rajongójának tartja magát, és eme rajongását nem is szégyelli nyilvánosan és néha túlzó módon kimutatni. Emiatt eleinte Runo féltékenykedik rá, de miután Dan egyértelműen Runo iránt mutatja ki érdeklődését, valamint Julie is továbblép, és inkább gyerekkori barátja, Billy kezdi érdekelni, remek barátnők lesznek a sorozat végéig. A 4. évadban cserfes viselkedéséhez testhezállóan ő lesz az újonnan épült Bakugan City riportere.
- Személyisége: nagyon eleven és pörgős jellem, a legcserfesebb a csapatban. Végletes tud lenni: gyakran indokolatlanul optimista, máskor nagyon érzékeny. A későbbi évadokban azonban viselkedése már jóval nyugodtabb és érettebb lesz, de mindvégig megmarad cserfes, lelkes típusnak.
- Bakuganja: Goram, később Pöröly Goram – subterra (föld) elemű bakugan szörny.

Joe Brown (a japán változatban: Jō Osamu (Jō) (城 治 （ジョウ）; Hepburn: Jō Osamu (Jō))
- Kora: 12 év (1. évad)
- Szinkronhangja: Hosi Szóicsiró  (japán), Scott McCord majd Travis Ferris (angol), Molnár Levente (magyar)
- Leírás: nem tartozik a Bunyósok hat tagja közé. A Bakugan Bunyósok Weblapjának kitalálója és egyedüli webmestere. Először Álarcos cinkosaként gyanakodnak rá a Bunyósok, ám miután megismerik, rájönnek, hogy tévedtek, és Joe remek barátjukká válik – valamint hatalmas segítségükre lesz. Eleinte egy beteges fiú, majd később Wavern a benne rejlő Végtelenség Magjának erejével meggyógyítja őt. Ezután vele marad, és Joe válik a gazdájává. Ő az egyetlen, aki legyőzi Álarcost mielőtt annak bakuganja (Duel Hydranoid) tovább fejlődik Alpha Hydranoiddá. Chan Lee-vel egy párt alkotnak.
- Személyisége: végtelenül kedves, közvetlen, segítőkész – kimeríti a igazi rendes, aranyos fiú fogalmát. Önzetlen és barátságos, ám távolról sem gyenge jellem. Bármi áron kész megvédeni bakuganját, Wavernt, és a benne rejlő Végtelenség Magját. Szerénysége ellenére ugyanolyan eltökélt és kitartó harcos, mint a Bunyósok.
- Bakuganja: Wavern – Naga lány-ikertestvére – Haos (szél) elemű szörny, a Végtelenség Magjának őrzője.

### Naga csatlósai
Álarcos (a japán változatban: Masquerade (マスカレイド; Hepburn: Masukareido)
- Kora: 14 év (1. évad)
- Szinkronhangja: Hosi Szóicsiró  (japán), Lyon Smith (angol), Hamvas Dániel (magyar)
- Leírás: az 1. évad főgonosza. Naga, a hataloméhes bakugan szörny földi "jobb keze". Átveszi a vezetést Shun Kazamitól a Bakugan Bunyósok toplistáján. Minden bunyóban legyőzött bakugant a Végzet Dimenzióba, a bakuganok túlviágára száműz, ugyanis az így keletkező sötétenergia erősíti az ő bakuganját, Hydranoidot. Összehívja az akkori tíz legügyesebb bunyóst – Shun Kazami kivételével -, akik mind Naga sötét energiájának befolyása alá kerülnek, és a parancsára Bunyósok ellen indulnak.
- Személyisége: megszállottja a hatalomnak, valamint hogy ő lehessen a legerősebb bunyós. Csak azért küzd, hogy a bakuganját a 'tökéletes bakugan' szintre emelhesse. Szívtelen, akit maga mellé állít, csak kihasznál a célja érdekében. Higgadtsága ellenére viselkedése Naga befolyásának végett kissé tébolyult.
- Bakuganja: Hydranoid. Hydranoid továbbfejlődött formái: Dual Hydranoid, HM Alpha Hydranoid,

Michael Gehabich / HAL-G (a japán változatban: (ミヒャエル・ゲーハビッチ / HAL-G; Hepburn: Mihyaeru Gēhabitchi / HAL-G)
- Kora: kései 60-as évei
- Szinkronhangja: Szató Maszaharu  (japán), Ron Pardo (angol), Várday Zoltán (magyar)
- Leírás: Alice apai nagyapja, tudós/fizikus. Miután megépít egy dimenziókaput Vestroiába, az onnan átáramló negatívenergia tudathasadást okoz nála, és emiatt szövetkezik a főgonosz bakugannal, Nagával. E gonosz énje lesz Hal-G, akitől az 1. évad végére sikerül csak megszabadulnia. A 2. évadban Dr. Michael folytatja tudományos munkáját, és az ő dimenzió transporterével utaznak a bunyósok Új Vestroiába illetve a Vestalra, melynek megépítését Klaus von Hertzon alapítványa finanszírozza.
- Személyisége: Hal-G irgalmatlan és kegyetlen énje szöges ellentétben áll Dr. Michael kedves és segítőkész természetével.

### Álarcos serege
- akkori toplistás bunyósok:
Klaus Von Hertzon (a japán változatban: Klaus Von Hertzen (クラウス・フォン・ヘルゼン; Hepburn: Kurausu Fon Heruzen)
- Kora: 18 év (1. évad) valamint 21 év (2. évad)
- Szinkronhangja: Kondó Takajuki  (japán), Jeremy Harris (angol), Seszták Szabolcs (magyar)
- Leírás: eleinte a második legjobb bakugan bunyós, amíg Dan Kuso le nem győzi. Miután magához tér Álarcos befolyása alól, a Bunyósok legerősebb szövetségese és jó barátja lesz mindvégig. A német nemesség jeles képviselője; egész fiatalon, mindössze a 20-as évei elején már sikeres üzletember – a Klaus Alapítvány vezérigazgatója, amely többek között anyagilag támogatja az interdimenzionális utazást. A Vestalon menő ingatlanforgalmazóként ismerik majd. Később az ő cége finanszírozza Dr. Michael munkáját a dimenzió transporter újjáépítésében és továbbfejlesztésében.[18] A 2. évadban a Bunyósok segítségére siet, valamint egy ideig az ő vestáli otthonában bujtatja őket a Vexos banda elől.
- Személyisége: higgadt, magabiztos, megingadhatatlan harcos.Mindig udvarias és jómodorú, a szó szoros értelmében úriember, nem csupán vagyona, de viselkedése révén is. Kedvessége ellenére egy határozott, erős személyiség, minden áron védi a barátait. A 2. évadban segítőkészen a vestáli ellenálló, Ace megmentésére siet, amikor még nem is ismerik egymást, és bátran a barátai védelmére kel és félelem nélkül állja Spectra fenyegetését, amikor az rajta keresi a menekülő Bunyósokat.
- Bakuganja: Aquos Sirenoid – víz elemű bakugan. Legerősebb képessége: Szirén dala.

Billy Gilbert (a japán változatban: (ビリー・ギルバート; Hepburn: Birī Girubāto)
- Kora: 12 év (1. évad) valamint 15 év (2. évad)
- Szinkronhangja: Furusima Kijotaka  (japán), Bailey Stocker (angol), Jelinek Márk, 1. hang; Szalay Csongor, 2. hang; Baradlay Viktor, 3. hang (magyar)
- Leírás: eleinte még tizedik a bunyósok toplistáján. Julie gyerekkori barátja, és később szerelmi érdeklődésének tárgya.
- Bakuganja: Subterra Küklopsz – föld elemű szörny.

Chan Lee (a japán változatban: (チャン・リー; Hepburn: Chan Rī)
- Kora: 12 év (1. évad) valamint 15 év (2. évad)
- Szinkronhangja: Savasiro Mijuki  (japán), Stephanie Anne Mills (angol), Györfi Laura (magyar)
- Leírás: ázsiai származású bakugan bunyós, rendkívül képzett harcművész. Kezdetben még harmadik a bunyósok toplistáján, és Joe Brown barátnője.
- Bakuganja: Pyrus Sokarcú – tűz elemű szörny.

Komba O'Charlie (a japán változatban: Komba (コンバ; Hepburn: Konba)
- Kora: 11 év (1. évad)
- Szinkronhangja: Inoue Marina  (japán), Julie Lemieux (angol), Kilényi Márk (magyar)
- Leírás: kenyai származású bakugan bunyós, eleinte még 5. a toplistán.
- Bakuganja: Ventus Hárpia – szél elemű szörny.

Julio Santana (a japán változatban: Julio (ジュリオ; Hepburn: Jurio)
- Kora: 18 év (1. évad)
- Szinkronhangja: Mogami Cuguo  (japán), Dan Petronijevic (angol), Haagen Imre (magyar)
- Leírás: latinó bakugan bunyós, kezdetben még 9. a toplistán.
- Bakuganja: Haos Tapogatós – fény elemű bakugan.

## Új Vestroia(2. évad)

### Bakugan Ellenállás
Mira Fermin (a japán változatban: Mira Ferumin (ミラ・フェルミン, Mira Ferumin))
- Kora: 15 év (2. évad) valamint 18 év (4. évad)
- Szinkronhangja: Risa Yukino (japán); Alyson Court (angol); Kálmánfy Anita (magyar)
- Leírás: vestáli származású, a Bakugan Ellenállás vezetője. Clay Fermine professzor lánya, aki a Vestal gonosz királyának, Zenoheldnek dolgozik. Ahogy minden vestáli, úgy sokáig ő is abban a hitben élt, hogy a bakugan nem értelmes faj. Ám egyszer tanúja volt, ahogy apja egy kísérlet érdekében megkínzott egy bakugant, aki értelmes nyelven kiáltott fel. Ez ösztönözte arra, hogy megalapítsa a Bakugan Ellenállást. Eközben elkeseredetten kutat rég elveszett, hőn szeretett bátyja, Keith Fermine után, akire mindenkinél jobban felnézett, és az Ellenállás megalapítása óta nem látott. Ez alkalmanként feszültséget okoz közte és Ace Grit között, mivel utóbbi teljes odaadással a bakuganok felszabadítására igyekszik koncentrálni.
- Személyisége: sok tekintetben hasonlít Runora – harcias szellemű, kitartó, talpraesett, nagyon érett lány, kiváltképp a korához képest, ám sokkalta nyugodtabb. Erős jelleme ellenére nagyon nőies, sokszor érzékeny tud lenni. Találékonyságát jól mutatja, hogy tudja, mikor kell 'női fortélyokat' bevetni célja elérése érdekében (2/2. rész; 2/9. rész). Noha nem mutatja ki különösebben Ace felé való érdeklődését, de feltűnően féltékeny lesz, amikor Julie a Földön szemet vet a fiúra. Kiváló vezető, rendkívül összeszedett és ösztönzően hat a csapattagokra. A 4. évadban már jobban megmutatkozik édesapjától örökölt éles esze, mely nagy segítségére lesz a Bunyósoknak a bakuganjaiknak szánt páncélok fejlesztésében.
- Bakuganja: Subterra Thunder Wilda/Magma Wilda – föld elemű bakugan. Bakugan-csapdája: Baliton.

Ace Grit (a japán változatban: (エース・グリッド, Ēsu Guriddo))
- Kora: 16 év (1. évad)
- Szinkronhangja: Yasuaki Takumi (japán); Alex House (1–47. epizód), David Reale (48–52. epizód)(angol); Előd Álmos (magyar)
- Leírás: szintén vestáli származású kiváló bakugan bunyós. Olyan legyőzhetetlen harcos hírében állt, aki még a Vexos-tagoknál is erősebb – ám erkölcsi elvei miatt mégsem csatlakozott hozzájuk. Ez a viselkedés felkeltette Mira Fermine érdeklődését, és meggyőzte a fiút, hogy ez esetben csatlakozzon az Ellenálláshoz. Ekkor ajándékozta neki a lány Percivalt, a későbbi bakuganját. Fiatal kora ellenére már egyedül él, így érthető, hogy független, önálló személyiség. Nyilvánvalóan gyengéd szálak fűzik Mirához, amire ha a lány ugyan ritkán is figyel fel, Ace nem restell bármikor a védelmező szerepébe bújni, ha Miráról van szó. Féltékeny is lesz Dan Kusora, amikor Mira az Ellenállás tagjai közé fogadja a Bunyósokat, és érdeklődést mutat a fiú iránt. Mylene Farrow legnagyobb riválisává válik. A bakuganokat fogságban tartó Alpha város elpusztításakor a város arénájában tartott versenyen Shunnal együtt küzdve legyőzik a két Vexos-tag, Lync és Volt kettősét.
- Személyisége: egy nagyon érett, kötelesség- és felelősségtudatos fiú. Stabil, félelmet nem ismerő természet, sokban hasonlít Shunra – magabiztos és büszke, de távolról sem olyan szűkszavú. Igazán makacs, öntelt, és szarkasztikus jellem, ugyanakkor eltökélten segítőkész, és rendkívül jószívű. Nehezen fogad bárkit is a bizalmába, sokáig gyanakvóan és hidegen viselkedik az új tagok felé.
- Bakuganja: Darkus Percival/Midnight Percival – sötétség elemű szörny. Bakugan-csapdája: Falcon Fly.

Baron Leltoy (a japán változatban: Baron Rich (バロン・リッチ, Baron Ritchi))
- Kora: 12 év (2. évad)
- Szinkronhangja: Ryuichi Kubota (japán); Cameron Kennedy (angol); Penke Bence (magyar)
- Leírás: a Bakugán Ellenállás legfiatalabb tagja. Nagycsaládban nőtt fel, a Vestalon, ezért annak ellenére, hogy rajong tündéri kistestvéreiért, idővel a különköltözést fontolgatja. A Bunyósok legnagyobb rajongója, egyenesen isteníti Dant, Shunt és Maruchot, amikor azok csatlakoznak az Ellenálláshoz.
- Személyisége: a csapat legemocionálisabb tagja, gyakran a végletekig lelkes vagy éppen önbizalomhiányos. Kora vagy épp tapasztalatlansága miatt ellenfelei gyakran megvetik, annak ellenére, hogy tehetséges bunyós, és többször is győzedelmeskedik Vexos-tagok felett.
- Bakuganja: Haos Mega Nemus/Saint Nemus – fény elemű bakugan. Bakugán-csapdája: Piercian.

### Vexos
- a Vestal legkiválóbb harcosainak csapata; a gonosz uralkodó, Zenoheld király jobbkeze
Spectra Phantom / Keith Fermin (a japán változatban: スペクトラ・ファントム, Supekutora Fantomu / キース・フェルミン, Kīsu Ferumin)
- Kora: 19 év (2. évad) valamint 21 év (4. évad)
- Szinkronhangja: Mamija Jaszuhiro (japán); Dan Petronivic (angol); Simonyi Balázs (magyar)
- Leírás: a megszállott Clay Fermin professzor fia, és Mira Fermine imádott bátyja. Amikor apja kísérletezni kezd a bakuganokkal, Keith is vérszemet kap: ám ő nem lesz a szörnyek ellensége, viszont az életét teszi fel rá, hogy bakuganjából, Pyrus Heliosból tökéletes bakugant faragjon és övé lehessen a legerősebb szörny, akivel az oldalán hatalomra törhet. Őrült tervét követve nyoma vész, és a titokzatos Spectra Phantomként tér vissza, legyőzhetetlen pyros harcosként. Apján kívül senki sem ismeri valódi énjét (azonban maga Clay professzor vallja be, hogy ők ketten már nem tekintik családtagnak egymást – 2/41. rész). Sorozatos győzelmeinek hála ő válik a hírhedt Vexos banda vezérévé, és a Vestal (szülőbolygója) legerősebb és legkiválóbb bakugan bunyósa lesz. A 2. évad első felében a történet főgonosza, és Dan Kuso legnagyobb riválisa, nem egyszer le is győzi őt. Később azonban felfedi kilétét húga, Mira előtt, és csapattársaival ellentétben Gus Grav-vel az oldalán csatlakozik a Bunyósokhoz, és Dan Kosu szövetségese és jó barátja lesz a sorozat végéig. A 4. évadban igen gyakran húzza ki a Bunyósokat a bajból, nem egyszer az életüket mentve meg ezzel.
- Személyisége:
  - Spectra Phantom: könyörtelen és ellenfeleivel kegyetlen, titokzatos karakter. Ez folyamatos kíváncsiságot vált ki mindenkiből körülötte a kilétét, motivációját valamint céljait illetően. Bármeddig képes elmenni a győzelemért, nem kímélve a saját bakuganját sem. Szerencséjére ebben maga Helios, a bakugan szörnye is partner, akit szintén hajt, hogy minduntalan mások fölé kerekedhessen. Ebben egyedüli kihívást csupán Dan és Drago jelentenek számukra. Spectra maga vallja be önmagáról, hogy fő motivációja a hatalomvágy. Végtelenül magabiztos harcos – jó okkal -, egy ellenfelétől sem ijed meg, vagy bizonytalanodik el. Igen ravasz, és könnyű szerrel állítja maga mellé a potenciális szövetségeseket – jó szerével csupán kihasználva mindenkit a maga céljaira. Úrias viselkedése ellenére nem sok tiszteletet mutat bárki iránt is. Nem restell fenyegetőzni, olykor még túszt is ejteni, hogy elérje, amit akar. Noha önös érdekek vezérlik, nem célja ártani másoknak – ha nem állnak az útjába. Gyakran könyörtelen viselkedése és kapzsisága ellenére azonban mégsem állítható róla, hogy szívtelen volna – sőt: még a Vexos vezéreként is érez kötődést húga iránt, és tagadhatatlanul elszomorítja segédje, Gus eltűnése – még el is indul bosszút állni érte Zenoheld királyon. Mira kérésére elengedi a lány elfogott barátait, és segít Dannek evakuálni a szörnyeket ideiglenesen Új Vestroiából Zenoheld elől. Mindent összevetve azonban Spectra kizárólag magához és nagyratörő terveihez hűséges, éppen emiatt utasítja vissza többször is Dan békejobbját. Legyőzhetetlenségét nem csak kiváló harci taktikájának köszönheti, de éles eszének is (amit minden valószínűség szerint édesapjától örökölt), ahogyan Heliost kiborg mutációval egyre erősebb és erősebb bakuganná fejlesztette.
  - Keith Fermin: mielőtt Spectravá vált volna, nagyon gondoskodó és szerető bátyja volt Mirának. Ő tanította meg szörnybunyózni is. Jó szívéről és hősies lelkületéről árulkodik, hogy miután eltűnt, húga szentül hitte, hogy Keith is valahol a bakugan szörnyek felszabadításáért harcol. A Bunyósok tagjaként már kész újra bármit megtenni, hogy megóvja Mirát, amikor a lány túszul esik. Ugyanakkor ugyanolyan ravasz és magabiztos személyiség valamint elszánt, erős harcos marad a Bunyósok oldalán is, mint Spectraként. Megmutatkozik képzettsége közelharcban is, amikor Shadowtól védi meg Dant, vagy épp Mylene-nal vív (2./49. rész). Rendkívül éles esze valamint mérhetetlen tudása a bakuganokról sokban segítségére lesz a Bunyósoknak a Dragonak készülő felszerelés megalkotásában.
- Bakuganja: Pyrus Helios MK2 – tűz elemű bakugan (2. évad), majd elemet változtat, tovább fejlődik, és Darkus Infinity Heliossá válik – sötétség elemű szörnnyé (4. évad). Bakugan-csapdája: Pyrus Metalfencer.

Mylene Farrow (a japán változatban: (ミレーヌ・ファロウ, Mirenu Fuarou))
- Kora: 18 év (2. évad)
- Szinkronhangja: Szaitó Fúko (japán); Bailey Stocker (angol); Czető Zsanett (magyar)
- Leírás: a Vexos aquos harcosa, Spectra és Gus után a legjobb szörny bunyós a csapatban.[28] A mechanikus bakuganokat preferálja, mert szerinte "egy fegyver érzelmekkel hasznavehetetlen". Hydron herceg személyes kedvence a csapatból. Spectra ideiglenes földi tartózkodása alatt majd későbbi végleges távozása után őt bízza meg Hydron a Vexos vezetésével – noha ő ezek után is őszintén csupán magához hűséges. Lojalitása a királyi családhoz a vége felé inkább már csak a félelmen alapszik.
- Személyisége: zsémbes, szarkasztikus és hataloméhes nőszemély, a végletekig büszke és öntelt. Nem mutat tiszteletet senki iránt (Volt az egyetlen, akire egyszer barátjaként utal), és elszántan uralkodni, irányítani akar. Mindvégig bosszantja, hogy Spectra a vezér és nem ő, és csak az alkalomra vár, hogy valahogy végre félreállíthassa. Sokkal gonoszabb Spectránál, ő már attól sem riad vissza, hogy öljön (noha erre sosem kerül sor, csupán a szándékát látjuk – 2/49. rész) – ez jól mutatja kegyetlen és vérszomjas természetét. A szörnyekkel sem bánik irgalmasabban: csupán fegyverként tekint a bakuganokra, ügyet sem vetve a érzelmeikre, és szemétként dobj ki őket, amikor már nem hoznak neki hasznot. Elszánt, kitartó, ám becstelen harcos; sosem hátrál meg. A végletekig hűséges Zenoheld királyhoz, még akkor is, amikor már – még az ő alacsony erkölcsi mércéjével sem – tud egyetérteni annak őrült, vérszomjas tervével. Érzéketlen jellemét azonban jól tükrözi, hogy Shadow mellett ő az egyetlen, aki akkor sem hagyja el a Vexost és nem tágít a királyi család melől, amikor annak célja már komplett népek kiírtása.
- Bakuganja: Aquos Elico (akit később eldob), majd Aquos Macubass (mechanikus bakugan) – víz elemű szörnyek. Bakugan-csapdája: Aquos Tripod Theta.

Gus Grav (a japán változatban: (ガス・グラヴ, Gasu Guravu))
- Kora: 18 év (2. évad) valamint 20 év (4. évad)
- Szinkronhangja: Kaidzsi Júki (japán); Crispin Freeman (angol); Hujber Ferenc (magyar)
- Leírás: a Vestal második legerősebb harcosa. Miután Spectra legyőzi egy viadalban egy aránéban, teljesen reményvesztetten összeomlik. Spectra azonban meglátva benne a tehetséget, felajánlja neki, hogy csatlakozzon a Vexoshoz – jobban mondva inkább őhozzá. Ettől kezdve hűséges segítője lesz Spectrának minden hatalomra törő tervében.
- Személyisége: noha nem lehet egy lapon említeni Spectrával, de az ő informatikai tudása is messze átlagon felüli – ezért is tud hasznos segítője lenni vezérének. Mivel Spectra kivételezik vele, ebből kifolyólag igen lekezelően viselkedik a többiekkel. A Vexos többi tagja éppen ezért állandó ellenségeskedéssel és megvetéssel viseltetnek iránta. Joggal magabiztos bunyós, és ezt nem is restelli fitogtatni ellenfelei előtt – ám előfordul, hogy túl becsüli képességeit. Annak ellenére, hogy nem fúj egy követ sem a királyi családdal, sem a Vexos többi tagjával, még egy szívtelen alak: saját bakuganján kívül más szörnyet nem tisztel – a Mylene által kidobott bakuganokat magához véve képes megkínozni őket, hogy a megfelelő szintre fejleszthesse a szörnyeket Spectra és a maga céljaira.
- Bakuganja: Rex Vulcan – subterra (föld) elemű; bakugan-csapdája: Subterra Hexados.

Shadow Prove (a japán változatban: (シャドウ・プローヴ, Shadou Purovu))
- Kora: 17 év (2. évad)
- Szinkronhangja: Endó Daisuke (japán); Darren Frost (angol); Előd Botond (magyar)
- Leírás: a Vexos banda darkus elemű harcosa, Mylene-t követi a ranglistán. Általában vele is indul párban küldetésekre, szinte sose tágít mellőle. A Vexos-tagok közül a végén már csak ők ketten tartanak ki a királyi család mellett, hogy bosszút álljanak a Vestálon és a Földön. A cél azonban Shadowt nem túl gyakorta érdekli, beéri a harc örömével.
- Személyisége: állandó végletes megnyilvánulásai alapján nem túlzás azt állítani, hogy őrült. Tiszteletlen, vérszomjas, kegyelmet nem ismerő harcos, tökéletes társa Mylene-nak. Ugyanakkor a lány agyára megy: folyamatosan bosszantja, idegeli, és semmit nem vesz komolyan, amit mondanak neki. Sosem nyilvánul meg szarkaszmus vagy szekírozás nélkül. Öntelt és magabiztos bunyós, harc közben folyamatosan provokálja és ingerli ellenfeleit. Állandóan vihorászik, és ripacskodva ordítozik.
- Bakuganja: Darkus Hades, MAC Spider – sötétség elemű, mechanikus bakuganok. Bakugan-csapdája: Darkus Fortress.

Lync Volan (a japán változatban: (リンク・ボラン, Rinku Boran))
- Kora: 14 év (2. évad)
- Szinkronhangja: Mizugucsi Macuri (japán); Robert Tinkler (angol); Pálmai Szabolcs (magyar)
- Leírás: a Vexos szél elemű bakugan harcosa. Ő kapja meg a Clay professzor által kifejlesztett első mechanikus bakugant. Leggyakrabban Volttal harcol párban. Eleinte Hydron herceg kémje Spectra ellen, majd amikor a Földön ragad, Spectra felajánlja neki, hogy hazajuttatja a Vestálra, ha a továbbiakban már neki szolgál. Lync ezt különösebb lekiismeretfurdalás nélkül elfogadja, és ettől kezdve kettős ügynök lesz. Több hetes földi tartózkodása alatt Alice Gehabich fogadja be, és noha hálátlanul és undok módon viselkedik a lánnyal, kétségtelen, hogy később már gyengéd érzelmeket táplál iránta. Az évad végéig szolgál a Vexosban, egészen addig, amíg már ő sem bírja ölbetett kézzel nézni Zenoheld kegyetlenségeit. Ekkor ellopja a királynak készülő végzetes fegyver terveit, majd megpróbál velük visszajutni a Földre, hogy figyelmeztethesse Alice-t.
- Személyisége: annak ellenére, hogy a legfiatalabb és leggyengébb bunyósa a Vexos csapatnak, önhitt magabiztossága töretlen. Egy abszolút ripacskodó természet, ritkán nyilvánul meg szarkaszmus nélkül. Mivel egyes egyedül csak önmagához hű, állandóan váltogatja, hogy kinek is szolgáljon, attól függően, hogy épp hol hajthat magának nagyobb hasznot. Ugyanakkor Spectra után talán ő megy keresztül a legnagyobb jellemfejlődésen: a végén már az életét sem féltve még magát a királyt is elárulja, hogy figyelmeztethesse a Bunyósokat a közelgő veszélyre – legfőképp, hogy megmenthesse Alice-t.
- Bakuganja: Ventus Altair, majd később Ventus Aluze – szél elemű mechanikus bakuganok. Bakugan-csapdája: Wired.

Volt Luster (a japán változatban: (ヴォルト・ラスター, Voruto Rasuta))
- Kora: 19 év (2. évad)
- Szinkronhangja: Maeno Tomoaki (japán); Carter Hayden (angol), Stern Dániel (magyar)
- Leírás: háttértörténetéből csupán annyi ismert, hogy nagyon nehéz körülmények között élt családjával együtt a Vestálon, amíg Hydron herceg fel nem karolta. Az, hogy ez pontosan mit takar, nem ismeretes, csupán Hydron szavaiból tudunk meg ennyit, amikor mindezt Volt szemére veti azok után, hogy a fiú elhagyja a Vexost – miután Zenoheld király előáll tömegpusztító fegyverének ötletével. Ekkor derül ki, hogy valaha nagy és boldog családban élt a szegényes anyagi körülmények ellenére is.
- Személyisége: nyugodt, érett és erkölcsös személyiség. Csapattársaival ellentétben ő tiszteli az ellenfeleit, és ezt ki is mutatja – pl. Marucho vagy épp Baron felé. Tisztességes bunyós, aki tiszteli a szabályokat és a játékosokat – pl. nem áll ki Dannel, miután az megküzdött Spectrával. Az egyetlen tagja a Vexosnak, aki józan és nem öntelt. Jellemét tekintve sokkal jobban illene a Bunyósok közé. Egyenes, önérzetes, becsületes egyén- megmenti Maruchot a biztos halálból, annak ellenére, hogy ellenségek (2/14. rész).
- Bakuganja: Mega Brontes (szörny), majd Haos Boriates (mechanikus) – fény elemű bakuganok. Bakugan-csapdája: Dynamo és Hecstar.

### Egyéb szereplők
Clay professzor (a japán változatban Clay Fermin (クレイ・フェルミン; Hepburn: Kurai Ferumin?))
- Kora: 40-es éveiben jár (2. évad)
- Szinkronhangja: Macuda Kenicsiró (japán); Scott McCord (angol); Várnai Szilárd (magyar)
- Leírás: vestáli biofizikus, a Vexos vezető tudósa. Zenoheld parancsára mechanikus bakuganok fejlesztésébe kezd, majd ő alkotja meg a királynak a bakugan faj kiírtására rendeltetett Bakugan Terminátor (BT Rendszert), később pedig az egész bolygók megsemmisítésére képes Alternatív Fegyverrendszert. Keith és Mira édesapja, éles eszét mindkét gyermeke örökölte. Felesége kiléte és sorsa ismeretlen. A Vexos professzoraként előfordul, hogy együtt dolgozik Spectrával, ám annak ellenére, hogy tisztában van a fiú kilétével, ő maga vallja be, hogy már egyikőjük sem tekinti családtagnak a másikat (2/41. rész).
- Személyisége: noha viselkedése józan és többnyire higgadt, valójában egy kegyetlen és valamelyest őrült, briliáns tudós. Amikortól ismerjük, már mindkét gyermekével megromlott a kapcsolata, de látszólag ez őt egyáltalán nem zavarja. Durva ér arrogáns velük azokon a ritka alkalmakon is, amikor újra látja őket. Csupán a legvégén mutat látszólagos hajlandóságot, hogy velük tartson és újra egy családdá váljanak (ám ehhez akkor már túl késő). Nem törődik mással, csak hogy megvalósítja Zenoheld és a Vexos kegyetlen elképzeléseit. A tudomány nevében bármire képes, és noha a királlyal ellentétben ő legalább mutat némi törődést a Vexos tagjai iránt, az ártatlan szörnyek megkínzása vagy éppen életek kioltása nem okoz neki szívfájdalmat, hogy bővíthesse tudását. Végtelenül lojális Zenoheld királyhoz, ám ez jórészt a félelmen alapszik.

Hydron herceg (a japán változatban: (ハイドロン, Haidoron))
- Kora: 16 év (2. évad)
- Szinkronhangja: Hosi Szóicsiró (japán); Lyon Smith (angol); Bor László (magyar)
- Leírás: Zenoheld király egyetlen fia, a Vestal hercege, Új Vestroia kormányzója, és a formális, felsőbb vezére a Vexosnak. Miután megszállja Új Vestrioát, és leigázza a szörnyeket, kővé dermesztet ötöt a hat hős bakugan közül, akik korábban felszabadították Vestroiát: Skyresst, Preyast, Tigrerrát, Hydranoidot és Gorem-ot, és szoborként őrzi őket a tróntermében. Az évad első felében egyetlen célja, hogy a Vexosszal megszereztesse magának Dragot, hogy "teljes legyen a gyűjteménye". Ugyan minduntalan udvariasan bájolog Spectrával, valójában azonban egyáltalán nem bízik benne, és folyamatosan figyelteti – Lyncet bízza meg, hogy kémkedjen utána. A szimpátia kölcsönös: sem Spectra, sem pedig a Vexos többi tagja nem tartja sokra a herceget. Spectra és Gus Vexosból való távozása után Hydron válik a csapat subterra harcosává, és Mylene-t teszi meg a többiek vezérévé. Ettől kezdve sokkal többet bunyózik ő is, ám felsőbbrendű viselkedése mit sem változik.
- Személyisége: tettetett udvariassága ellenére senkit nem tisztel, és végtelenül önelégült, elkényeztetett személyiség. Kiváló, ám becstelen, tisztességtelen harcos, és erkölcstelen természet (2/41. rész; 2/48. rész). Formális viselkedése apjával csupán színjáték, valójában nagyon rossz a kapcsolatuk. Nyilvánvalóan fél tőle. Állandó megfelelési kényszert érez, mivel apja semmivel sem elégedett, amit elvégez vagy végeztet. Kegyetlen természete mellett főként ez tetteinek fő mozgatórugója. Mindez a feszültség odáig fajul, hogy a végső csatában végül már ő is apja ellen fordul. Sérült lelkülete azonban nem menti fel a sok gonoszság alól, amit ártatlan emberek illetve a Vexos tagjai ellen követ el, mivel nyilvánvalóan élvezi a kegyetlenkedést. Ugyanakkor ő az egyetlen, aki a végén megbánást mutat a tetteiért.
- Bakuganja: Dryoid – subterra (föld) elemű mechanikus bakugan.

Zenoheld király (a japán változatban: (ゼノヘルド, Zenoherudo))
- Kora: késő 40-es, korai 50-es éveiben jár
- Szinkronhangja: Isii Kódzsi (japán); John Stocker (angol); Jakab Csaba (magyar)
- Leírás: a Vestal királya, Hydron herceg apja. A 2. évad főgonosza, noha tevőlegesen csupán az évad második felében játszik szerepet. Képes volt a saját népének is hazudni a bakuganokról annak érdekében, hogy leigázhassa azok hazáját, Új Vestroiát – így "oldva meg" a Vestal túlnépesedési problémáját. Gyors ütemben városokat építtetett fel arénákkal együtt a meghódított Új Vestroián, ahol a szörnyeket kényszerítették harcra a helyi bunyósok, mindvégig abban a hitben élve, hogy a bakugan nem értelmes faj. Három különböző dimenzióvezérlőt telepíttetett a bolygóra, amelyek sugárzása golyóformába zárta az összes bakugant. Miután ezeket az Ellenállás a Bunyósokkal karöltve elpusztítja, Mira Fermin nyilvánosan is leleplezi a vestáliak előtt Zenoheld hazugságait a szörnyekről. Ezek után száműzetésbe kényszerül fiával, a palota személyzetével, valamint a Vexos csapattal együtt. Bosszúból Clay professzorral megtervezteti a gyilkos Bakugan Terminátort (BT Rendszert), amely képes kiírtani Új Vestroiáról az egész bakugan fajt. Ennek energia ellátásához szüksége van a hat elemi energiára (pyros, ventos, darkus, aquos, haos és subterra), amit a Hat Legendás Harcos bakugan őriz. Nem is által felkeresni őket, hogy csatában szerezhesse meg ezeket tőlük. Ám azok inkább a Bunyósok és Ellenállók hat szörnyére bízzák a hat energiát, így újra ők válnak Zenoheld célpontjává. Az évad végén már nem csak a bakuganok elpusztítása a célja, de bosszút forral a Vestal, valamint a Bunyósok miatt a Föld ellen is. Így Clay professzor megalkotja neki az Alternatív Fegyverrendszert, amely már egész világok elpusztítására is képes.
- Személyisége: kimeríti a gonosz és szívtelen ember és uralkodó fogalmát. Tisztességtelen és becstelen, végtelenül arrogáns alak – ő a Vexos parancsolója, és minden tag közül a leggonoszabb. Nem éri be azzal, ha legyőzi ellenfeleit, nem által az életüket is kioltani. Elégedetlenségében képes a saját fiát is megkínoztatni. Hatalmas elvárásokat állít a Vexosszal szemben, és ritkán elégedett bármivel is. Amikor valami nem az akarata szerint alakul, képes bosszúból végletesen agresszív és pusztító tervekkel előállni.
- Bakuganja: Pyrus Farbros – tűz elemű mechanikus bakugan.

## Gundaliai Megszállók(3. évad)
Jake Vallory
- Kora: 15 év (3. évad)
- Szinkronhangja: Óhata Sintaró (japán); Dan Petronijevic (angol); Karácsonyi Zoltán (magyar)
- Leírás: a Bunyósok új, ideiglenes tagja, aki Dan új lakhelye közelében él.
- Bakuganja: Coredem – subterra (föld elemű) bakugan; felszerelés: Kőtörő.

### Neathia
Fabia Sheen
- Kora: 16 év (3. évad) és 17 év (4. évad)
- Szinkronhangja: Terada Haruhi (japán); Stephanie Mills (angol); Kántor Kitty (magyar)
- Leírás: gyönyörűszép, kedves, erős személyiség, a Neathia ifjú hercegnője, Serena királynő húga. A gundaliaiak megszállják a hazáját, és elveszíti vőlegényét az invázió első csatáiban – a fiú bakuganját, Aranautot pedig elfogják a gundaliaiak. Az életét kockáztatva érte megy és kiszabadítja, ettől kezdve ő lesz Aranaut új gazdája. Ő indul a Földre a Bunyósok segítségéért, és végig hősiesen mellettük harcol. A 4. évadban ő válik a Neathia királynőjévé, ahogy nővére, a korábbi királynő a bolygó nagykövetévé lép elő.
- Bakuganja: Aranaut – haos (fény elemű) bakugan; felszerelése: Csatazúzó.

Serena Sheen (a japán változatban: Serine Sheen (セリーヌ・シーン; Hepburn: Serinu Shin?))
- Szinkronhangja: Óura Fujuka (japán); Julie Lemieux (angol); Kisfalvi Krisztina (magyar)
- Leírás: Fabia hercegnő nővére, a Neathia királynője, majd nagykövete. Félelmet nemismerő, kitartó, bölcs és önzetlen uralkodó.

Elrigt kapitány
- Szinkronhangja: Nakamura Júicsi (japán); Graeme Cornies (angol)
- Leírás: a Neatiai Kastélylovagok kapitánya, később már parancsnoka. A gundaliaiak elfogják, és kínvallatásnak vetik alá, hogy információt csikarjanak ki belőle a Szent Ereklye hollétét illetően. Ő lépteti elő a hercegnőt és a Bunyósokat Kastélylovagokká. Bátor és hűséges katona.
- Bakuganja: Raptorix – haos (fény elemű) bakugan.

Linus Claude
- Szinkronhangja: Szuzuki Tacuhisza (japán); Tyrone Savage (angol); Dányi Krisztián (magyar)
- Leírás: ifjú kora ellenére a Neathia egyik legiválóbb harcosa, Elright kapitány jó barátja. Őt küdi a kapitány a hercegnő után a Földre, hogy siessenek vissza a Bunyósokkal a Neathiára.
- Bakuganja: Neo Ziperator, majd később Rubanoid -pyros (tűz elemű)bakuganok; felszerelése: Destrakon.

### Gundalia
Ren Krawler
- Kora: 16 év (3. évad) valamint 17 év (4. évad)
- Szinkronhangja: Nodzsima Hirofumi (japán); David Reale majd Peter Cugno (angol); Czető Roland (magyar)
- Leírás: Gundaliai ügynökként beszivárog a Földön a Bunyósok közé, hogy maga mellé állítsa őket. Ám az éppen még időben érkező neathiai Fabia hercegnő leleplezi őt, és magával viszi Dant és barátait a Neathiára. Ezek után visszatér a Gundaliára, és a Bunyósok ellen harcol, egészen addig, míg az irántuk érzett barátsága túl nem szárnyalja uralkodójától, Barodius császártól való félelmét. Végül átáll a Neathia oldalára, és mellettük küzd az évad végéig.
- Bakuganja: Linehalt; felszerelés: Boomix.

Tizenkét Rend
| Név              | Bakugan                                  | Leírás | Szinkronhang                                                               |
| ---------------- | ---------------------------------------- | --- | -------------------------------------------------------------------------- |
| Barodius császár | Phantom Dharak Felszerelése: AirKor      | Gundalia császára és a Tizenkét Rend darkus elemű harcosa. Magáénak akarja a Neathián őrzött Szent Ereklyét a végtelen hatalom reményében.     | Narita Ken (japán); Shawn Meunier (angol); Forró István (magyar)           |
| Gill             | Krakix Felszerelése: Vicer               | A Tizenkét Rend pyrus elemű bakugan-harcosa. Barodius legfőbb bizalmasa, gyermekkori barátja.                                                  | Midorikava Hikaru (japán); Scott Gorman (angol); Fehérváry Márton (magyar) |
| Airzel           | Strikeflier Felszerelése: Battle Turbine | A Tizenkét Rend ventus elemű bakugan-harcosa. Gill tanítványa, tőle kapta bakuganját, Strikeflyert.                                            | Mijasita Eidzsi (japán); Lyon Smith (angol); Kassai Károly (magyar)        |
| Kazarina         | Lumagrowl Felszerelése: Barias           | A Tizenkét Rend haos elemű bakugan-harcosa. Minduntalan Barodius legfőbb bizalmasává igyekszik válni. A Gundalia könyörtelen kutató-biológusa. | Szaitó Kimiko (japán); Linda Ballantyne (angol), Hábermann Lívia (magyar)  |
| Stoica           | Lythirus Felszerelése: Razoid            | A Tizenkét Rend aquos elemű bakugan-harcosa. Igen különc természet, viselkedése szinte őrült.                                                  | Szaiga Micuki (japán); Mike Kiss (angol), Albert Gábor (magyar)            |
| Nurzak           | Sabator Felszerelése: Chompixx           | A Tizenkét Rend subterra elemű bakugan-harcosa. Az egyetlen, aki tiszteli a Szent Ereklyét, így emiatt később át is áll a Neathia oldalára.    | Sibata Hidekacu (japán); Hadley Kay (angol); Sörös Miklós (magyar)         |

Gundáliai ügynökök
| Név          | Bakugan                               | Elem – Leírás                                      | Szinkronhang                                                           |
| ------------ | ------------------------------------- | -------------------------------------------------- | ---------------------------------------------------------------------- |
| Sid Arkail   | Rubanoid Felszerelése: Destrakon      | A Gundalian Agents pyrus elemű bakugan-harcosa.    | Mogami Cuguo (japán); Kyle McDonald (angol); Barát Attila (magyar)     |
| Lena Isis    | Phosphos Felszerelése: Terrorcrest    | A Gundalian Agents aquos elemű bakugan-harcosa.    | Sindó Naomi (japán); Lisette St. Louis (angol); Solecki Janka (magyar) |
| Mason Brown  | Avior Felszerelése: Lashor            | A Gundalian Agents subterra elemű bakugan-harcosa. | Endó Taicsi (japán); Julien Osen (angol); Posta Victor (magyar)        |
| Zenet Surrow | Contestir Felszerelése: Spartablaster | A Gundalian Agents haos elemű bakugan-harcosa.     | Szaitó Juka (japán); Barbara Mamabolo (angol); Laudon Andrea (magyar)  |
| Jesse Glenn  | Plitheon Felszerelése: Vilantor       | A Gundalian Agents ventus elemű bakugan-harcosa.   | Óhara Takasi (japán); Jeremy Harris (angol); Markovics Tamás (magyar)  |

## Mechtanium Kitörés(4. évad)

### Arc 1(évad első fele)
Rafe
- Szinkronhangjai: Andrew Craig (angol), Morvay Bence (magyar)
- Leírás: ifjú neathiai katona. Fabia királynő küldi a Földre együtt, hogy harcolni tanuljon a Bunyósoktól.
- Bakugan: Haos Wolfurio; BakuNano: Lanzato

Paige
- Szinkronhangjai: Annick Obonsawan (angol), Hermann Lilla (magyar)
- Leírás: gundaliai katonanő, akit Fabia királynő küld a Földre Rafe-fel együtt, hogy tanuljon a Bunyósoktól.
- Bakuganja: Subterra Boulderon; BakuNano: Slingpike

Anubias
- Szinkronhangjai: Rob Greenway (angol), Gacsal Ádám (magyar).
- Leírás: Dan Kuso riválisa. Később kiderül róla, hogy Mag Mel, a főgonosz alkotta meg, hogy a Bakugan Interspacebe küldve a bunyózással elég káoszenergiát termeljen ahhoz, hogy őmaga ki tudjon szabadulni a Sötét Dimenzió fogságából.
- Bakuganja: Darkus Horridian; BakuNano: Aeroblaze

Csapattársai: Ben, Jack, Robin, és később Noah – ők emberek, és később a Bunyósok szövetségesei lesznek.
Sellon
- Szinkronhangjai: Katie Griffin (angol), Nádasi Veronika (magyar)
- Leírás: a Bunyósok nagy ellenfele, szinte verhetetlen játékos. Később derül ki, hogy valójában nem ember: a főgonosz Mag Mel alkotta saját ügynöke gyanánt.
- Bakuganja: Ventus Spyron; BakuNano: Daftorix

Csapattársai: Soon és Chris – ők emberek, és később a Bunyósok szövetségesei lesznek.
Mag Mel
- Leírás: az évad első felének főgonosza. Bakuganjával együtt a Sötét Dimenzió fogságában szenved, és csak arra vár, hogy a Földön a bakugan bunyók során elég káoszenergia szabaduljon fel ahhoz, hogy végre kiszabaduljon. Sötét látomásként kísérti Dan Kusot álmaiban, és később már harcok közben is. Miután végre kiszabadul a fogságból, hadjáratot indít a Föld ellen, és az emberekre szabadítja a káosz bakuganok seregeit, valamint a mechtogan robotszörnyeket.
- Bakugan: Razenoid – darkus (sötétség elemű) bakuganszörny
- Mechtogan: káosz mechtoganok, Dreadeon; Mechtogan Titán: Razen Titan és káosz mechtogan titánok

### Arc 2(évad második fele)
Gunz Lazar
- Kora: 17 év (4. évad)
- Szinkronhangjai: Graeme Cornies (angol), Minárovits Péter (magyar)
- Leírás: bakugan bunyós, aki veretlen kezdőként küzdi fel magát a ranglistán a Bakugan Interspace-ben. Majd mikor arra kerül a sor, hogy végre Dan Kusoval mérkőzhessen meg, megjelenik egy csapat elszabadult gonosz mechtogan, félbeszakítva a küzdelmet. Gunznak ekkor hosszú időre nyoma vész, és bakuganjának új gazdája Dan lesz.
- Bakuganja: Haos Reptak – fény elemű bakugan

Wiseman
- Szinkronhangjai: Rob Tinkler (Wiseman 1.0) / Tyrone Savage (Coredegonként) / Graeme Cornies (Wiseman 2.0/Gunz), Láng Balázs
- Leírás: az évad második felének főgonosza. Elszántan küzd az ellen a bakuganok és az emberek békés együttélésé ellen a Földön. Szövetségre lép a gonosz Nonet Bakuganokkal, akiket még Drago őse zárt a Végzet Dimenzióba, és a segítségükért cserébe bosszúállást ígér nekik Drago ellen. Később kiderül, hogy csak kihasználta a Nonet Bakuganokat, hogy az általuk felszabadított kellő harci energiával teljes fényükben feltámászthassa a Nomád Mechtogan Szörnyeket az emberek és bakuganok ellen.
- Bakuganok: Nonet Bakugán; Baku-Sky Raider kombó: Gliderak; BakuFusion Kombó: Scorptak, Volkaos
- Mechtoganok: Mandibor, Slycerak, Exostriker, Coredegon; Mechtogan Destroyer: Mechtavius Destroyer
- Bakugan-felszerelések: Combustoid, Clawbruk, Fortatron – Mira Fermin fejlesztései, amiket a Bunyósoktól lop el Wiseman

Nonet bakuganok
Drago őse, az Első Dragonoid által a Végzet Dimenzióba száműzött elvetemült, gonosz bakugan szörnyek. Wiseman szabadítja onnan ki őket, hogy segítségére legyenek a Bunyósok elleni harcban. Cserébe megígéri nekik, hogy bosszút állhatnak Dragon, ám végül kiderül, hogy hazugságának áldozataivá váltak, és csupán kihasználta őket.
| Darkus   | Pyrus     | Ventus | Aquos   | Haos     | Subterra |
| -------- | --------- | ------ | ------- | -------- | -------- |
| Betadron | Spatterix | Worton | Balista | Tremblar | Stronk   |
| Kodokor  |           |        |         |          |          |
| Mutabrid |           |        |         |          |          |

Nomád Mechtogan Szörnyek
Teljes önállósággal és szabad akarattal rendelkező mechtogan szörnyek, akik már régen elszakadtak bakugan gazdájuktól, Furytól, aki megalkotta őket. Coredegon végzett is vele, és a bakuganok elleni csillapíthatatlan dühében rászabadítja a mechtoganokat az újonnan épült Bakugan Cityre, hogy eltörölhesse a szörnyeket a Föld színéről.
| Darkus    | Aquos    | Pyrus    | Haos       |
| --------- | -------- | -------- | ---------- |
| Coredegon | Mandibor | Slycerak | Exostriker |

## Bakuganok
Ez a szócikk a teljesség igénye nélkül csupán a főbb bakuganokat sorolja fel, valamint évadonként csupán az új szereplőket. A teljes listáért lásd:

### Bakugan Szörny Bunyósok –1. évad
| Évad    | Bakugan   | Elem                         | Partner           | Leírás                     |
| ------- | --------- | ---------------------------- | ----------------- | -------------------------- |
| 1. évad | Drago     | Pyrus                        | Daniel "Dan" Kuso | Szörnybunyós bakuganok     |
| 1. évad | Skyress   | Ventus                       | Shun Kazami       | Szörnybunyós bakuganok     |
| 1. évad | Preyas    | Aquos                        | Marucho Marukura  | Szörnybunyós bakuganok     |
| 1. évad | Hydranoid | Darkus                       | Alice Gehabich    | Szörnybunyós bakuganok     |
| 1. évad | Tigrerra  | Haos                         | Runo Misaki       | Szörnybunyós bakuganok     |
| 1. évad | Goram     | Subterra                     | Julie Makimoto    | Szörnybunyós bakuganok     |
| 1. évad |           |                              |                   | Szörnybunyós bakuganok     |
| 1. évad | Wavern    | Haos Végtelenség Magja       | Joe Brown         | Szörnybunyós bakuganok     |
| 1. évad |           |                              |                   |                            |
| 1. évad | Naga      | Csendesség Magja (elrabolta) | Hal-G             | Végzet Dimenziós Bakuganok |
| 1. évad | Hydranoid | Darkus                       | Álarcos           | Végzet Dimenziós Bakuganok |
| 1. évad | Kaszás    | Darkus                       | Álarcos           | Végzet Dimenziós Bakuganok |
| 1. évad |           |                              |                   |                            |
| 1. évad | Sirenoid  | Aquos                        | Klaus von Hertzon | Toplistás-bunyós bakuganok |
| 1. évad | Sokarcú   | Pyrus                        | Chan Lee          | Toplistás-bunyós bakuganok |
| 1. évad | Küklopsz  | Subterra                     | Billy Gilbert     | Toplistás-bunyós bakuganok |
| 1. évad | Hárpia    | Ventus                       | Komba O'Charlie   | Toplistás-bunyós bakuganok |
| 1. évad | Tapogatós | Haos                         | Julio Santana     | Toplistás-bunyós bakuganok |

### Új Vestroia –2. évad
| Évad    | Bakugan                                    | Elem                             | Partner          | Leírás             |
| ------- | ------------------------------------------ | -------------------------------- | ---------------- | ------------------ |
| 2. évad | Ingram                                     | Ventus                           | Shun Kazami      | Bakugan Ellenállás |
| 2. évad | Elfin                                      | Aquos                            | Marucho Marukura | Bakugan Ellenállás |
| 2. évad | Wilda                                      | Subterra                         | Mira Fermin      | Bakugan Ellenállás |
| 2. évad | Percival                                   | Darkus                           | Ace Grit         | Bakugan Ellenállás |
| 2. évad | Saint Nemus                                | Haos                             | Baron Leltoy     | Bakugan Ellenállás |
| 2. évad |                                            |                                  |                  |                    |
| 2. évad | Helios                                     | Pyrus (2. évad) Darkus (4. évad) | Spectra Phantom  | Vexos Banda        |
| 2. évad | Vulcan                                     | Subterra                         | Gus Grav         | Vexos Banda        |
| 2. évad | Elico Acubas (mechanikus)                  | Aquos                            | Mylene Farrow    | Vexos Banda        |
| 2. évad | Hades (mechanikus) MAC Spider (mechanikus) | Darkus                           | Shadow Prove     | Vexos Banda        |
| 2. évad | Brontes Boriates (mechanikus)              | Haos                             | Volt Luster      | Vexos Banda        |
| 2. évad | Altair (mechanikus) Aluze (mechanikus)     | Ventus                           | Lync Volan       | Vexos Banda        |
| 2. évad |                                            |                                  |                  |                    |
| 2. évad | Dryoid (mechanikus)                        | Subterra                         | Hydron herceg    | Királyi család     |
| 2. évad | Farbros (mechanikus)                       | Pyrus                            | Zenoheld király  | Királyi család     |

### Gundaliai Megszállók –3. évad
| Évad    | Bakugan            | Elem     | Partner                                 | Leírás                      | Leírás   |
| ------- | ------------------ | -------- | --------------------------------------- | --------------------------- | -------- |
| 3. évad | Hawktor            | Ventus   | Shun Kazami                             | Szörny Bunyósok             | Neathia  |
| 3. évad | Akwimos            | Aquos    | Marucho Marukura                        | Szörny Bunyósok             | Neathia  |
| 3. évad | Coredem            | Subterra | Jake Vallory                            | Szörny Bunyósok             | Neathia  |
| 3. évad |                    |          |                                         |                             | Neathia  |
| 3. évad | Dragonoid Colossus | Pyrus    | Dan (ideiglenesen)                      | Szörny Bunyós               | Neathia  |
| 3. évad | Aranaut            | Haos     | Fabia hercegnő                          | Szörny Bunyós Kastély Lovag | Neathia  |
| 3. évad | Aranaut            | Haos     | Fabia hercegnő                          | Kastély Lovagok             | Neathia  |
| 3. évad | Raptorix           | Haos     | Elright kapitány                        |                             | Neathia  |
| 3. évad | Neo Ziperator      | Pyrus    | Linus Claude                            |                             | Neathia  |
| 3. évad | Rubanoid           | Pyrus    | Linus Claude                            |                             | Neathia  |
| 3. évad |                    |          |                                         |                             |          |
| 3. évad | Linehalt           | Darkus   | Ren Krawler                             | Szörny Bunyós               | Gundalia |
| 3. évad | Rubanoid           | Pyrus    | Ren Krawler                             | Szörny Bunyós               | Gundalia |
| 3. évad |                    |          |                                         |                             | Gundalia |
| 3. évad | Dharak             | Darkus   | Barodius császár                        | Tizenkét Rend               | Gundalia |
| 3. évad | Lumagrowl          | Haos     | Kazarina                                | Tizenkét Rend               | Gundalia |
| 3. évad | Sabator            | Subterra | Nurzak                                  | Tizenkét Rend               | Gundalia |
| 3. évad | Krakix             | Pyrus    | Gill                                    | Tizenkét Rend               | Gundalia |
| 3. évad | Strikeflier        | Ventus   | Airzel                                  | Tizenkét Rend               | Gundalia |
| 3. évad | Lythirus           | Aquos    | Stoica                                  | Tizenkét Rend               | Gundalia |
| 3. évad |                    |          |                                         |                             | Gundalia |
| 3. évad | Rubanoid           | Pyrus    | Sid Arkale / Ren Krawler / Linus Claude | Gundaliai ügynökök          | Gundalia |
| 3. évad | Phosphos           | Aquos    | Lena Isis                               | Gundaliai ügynökök          | Gundalia |
| 3. évad | Subterra Avior     | Subterra | Mason Brown                             | Gundaliai ügynökök          | Gundalia |
| 3. évad | Contestir          | Haos     | Zenet Surrow                            | Gundaliai ügynökök          | Gundalia |
| 3. évad | Plitheon           | Ventus   | Jesse Glenn                             | Gundaliai ügynökök          | Gundalia |

### Mechtanium Kitörés –4. évad
| Évadrész | Bakugan                   | Elem     | Partner                      | Leírás            |
| -------- | ------------------------- | -------- | ---------------------------- | ----------------- |
| Arc 1    | Taylean                   | Ventus   | Shun Kazami                  | Szörny Bunyósok   |
| Arc 1    | Trister                   | Aquos    | Marucho Marukura             | Szörny Bunyósok   |
| Arc 1    | Wolfurio                  | Haos     | Rafe                         | Szörny Bunyósok   |
| Arc 1    | Boulderon                 | Subterra | Paige                        | Szörny Bunyósok   |
| Arc 1    |                           |          |                              |                   |
| Arc 1    | Horridian                 | Darkus   | Anubias                      | Káosz bakuganok   |
| Arc 1    | Bolcanon                  | Pyrus    | Anubias                      | Káosz bakuganok   |
| Arc 1    | Krakenoid                 | Aquos    | Anubias                      | Káosz bakuganok   |
| Arc 1    | Spyron                    | Ventus   | Sellon                       | Káosz bakuganok   |
| Arc 1    | Iron Dragonoid            | Darkus   | Anubias, Sellon              | Káosz bakuganok   |
| Arc 1    | Razenoid                  | Darkus   | Mag Mel                      | Káosz bakuganok   |
|          |                           |          |                              |                   |
| Arc 2    | Reptak                    | Haos     | Gunz Lazar Dan Kuso          | Szörny Bunyósok   |
| Arc 2    | Jaakor Skytruss Orbium    | Ventus   | Shun Kazami                  | Szörny Bunyósok   |
| Arc 2    | Radizen                   | Aquos    | Marucho Marukura             | Szörny Bunyósok   |
| Arc 2    | Roxtor                    | Subterra | Mira Fermin Marucho Marukura | Szörny Bunyósok   |
| Arc 2    |                           |          |                              |                   |
| Arc 2    | Betadron Kodokor Mutabrid | Darkus   | Wiseman Gunz Lazar           | Nonet Bakuganok   |
| Arc 2    | Spatterix                 | Pyrus    | Wiseman Gunz Lazar           | Nonet Bakuganok   |
| Arc 2    | Stronk                    | Subterra | Wiseman Gunz Lazar           | Nonet Bakuganok   |
| Arc 2    | Tremblar                  | Haos     | Wiseman Gunz Lazar           | Nonet Bakuganok   |
| Arc 2    | Worton                    | Ventus   | Wiseman                      | Nonet Bakuganok   |
| Arc 2    | Balista                   | Aqous    | Wiseman                      | Nonet Bakuganok   |
| Arc 2    |                           |          |                              |                   |
| Arc 2    | Coredegon                 | Darkus   | Wiseman                      | Nomád Mechtoganok |
| Arc 2    | Mandibor                  | Aquos    | Wiseman                      | Nomád Mechtoganok |
| Arc 2    | Slycerak                  | Pyrus    | Wiseman                      | Nomád Mechtoganok |
| Arc 2    | Exostriker                | Haos     | Wiseman                      | Nomád Mechtoganok |

### Legendás Harcosok
| Bakugan                                             | Elem                      | Szinkronhang                                                                                        |
| --------------------------------------------------- | ------------------------- | --------------------------------------------------------------------------------------------------- |
| Apollonir (Fevnir (ファーブニル; Hepburn: Fābuniru) | Pyrus legendás harcosa    | Tetsu Inada (japán), Zachary Bennett (angol), Tokaji Csaba (magyar)                                 |
| Frosch (フロッシュ; Hepburn: Furosshu)              | Aquos legendás harcosa    | Szató Tecuo (japán), Scott McCord (angol), Breyer Zoltán, 1. hang; Kerekes József, 2. hang (magyar) |
| Clayf (クレイフ; Hepburn: Kureifu)                  | Subterra legendás harcosa | Jamagucsi Taró (japán), Ron Pardo (angol), Faragó András (magyar)                                   |
| Oberus (Oberon (オベロン; Hepburn: Oberon)          | Ventus legendás harcosa   | Igucsi Juka (japán), Katie Griffin (angol), ? (magyar)                                              |
| Exedra (エクセドラ; Hepburn: Ekusedora)             | Darkus legendás harcosa   | Kinosita Hirojuki (japán), Pete Cugno (angol), ? (magyar)                                           |
| Lars Lion (ラーズリオン; Hepburn: Rāzu Rion)        | Haos legendás harcosa     | Ono Rjóko (japán), Julie Lemieux (angol), ? (magyar)                                                |